# Giras Bicentenario
Las Giras Bicentenario constituyen una serie de espectáculos gratuitos que desarrollaron el Ballet Folclórico Nacional del Perú, el Ballet Nacional del Perú y la Orquesta Sinfónica Nacional del Perú en diversas regiones del país, con el propósito de enriquecer la oferta cultural en el país con miras a la celebración del Bicentenario de la Independencia del Perú. Cada elenco estará en una ciudad en particular para conmemorar y celebrar al Perú en su nuevo siglo de vida republicana.

## Lanzamiento
El 13 de septiembre de 2019, con una demostración del Ballet Folclórico Nacional, el Proyecto Especial Bicentenario realizó en el emporio comercial de Gamarra, distrito de La Victoria el lanzamiento de las Giras Bicentenario, recorrido que iniciarán los elencos nacionales por todo el Perú en el marco de las celebraciones por los 200 años de independencia del país.
La ceremonia de lanzamiento contó con la presencia del ministro de Cultura, Luis Castillo Butters, la directora ejecutiva del Proyecto Especial Bicentenario, Gabriela Perona, y el alcalde de La Victoria, George Forsyth, distrito que albergó la actividad del lanzamiento, en el corazón de Gamarra porque este emporio comercial es considerado un ombligo cultural, debido a una buena representación del Perú entre sus comerciantes y visitantes.

## Recorrido
Los espectáculos están dirigidos al público en general, el ingreso es gratuito y además se realizaron actividades complementarias como clases maestras y ensayos abiertos. En las ciudades se cuento con el apoyo de las respectivas Direcciones Desconcentradas de Cultura, así como con el apoyo de las Municipalidades, Gobiernos Regionales e instituciones educativas y culturales. Estos espectáculos tienen un carácter inclusivo y descentralizador, que contribuye a formar nuevos públicos y a despertar el interés en el arte y la cultura.
Además, cada uno de los espectáculos enarboló una bandera del Proyecto Especial Bicentenario. En ese sentido, la gira por el norte del país celebró la causa de la "Igualdad de Oportunidades", mientras que la gira por el sur se enfocó en el "Diálogo y la Reconciliación". Finalmente, el recorrido por el oriente contempla la causa de la "Sostenibilidad".
| Recorrido de las Giras Bicentenario | Recorrido de las Giras Bicentenario | Recorrido de las Giras Bicentenario | Recorrido de las Giras Bicentenario | Recorrido de las Giras Bicentenario | Recorrido de las Giras Bicentenario |
| Ciudad                              | Fecha                               | Hora                                | Lugar de Presentación               | Elenco                              | Bandera Bicentenario                |
| ----------------------------------- | ----------------------------------- | ----------------------------------- | ----------------------------------- | ----------------------------------- | ----------------------------------- |
| Iquitos                             | Sábado 21 de septiembre             | 7 p. m.                             | Estadio Max Augustín                | Orquesta Sinfónica Nacional         | Sostenibilidad                      |
| Cajamarca                           | Sábado 28 de septiembre             | 7 p. m.                             | Coliseo Colegio San Ramón           | Ballet Nacional                     | Igualdad de Oportunidades           |
| Lambayeque                          | Jueves 3 de octubre                 | 7 p. m.                             | Museo Tumbas Reales de Sipán        | Ballet Nacional                     | Igualdad de Oportunidades           |
| Piura                               | Sábado 5 de octubre                 | 7 p. m.                             | Coliseo Colegio Salesiano Don Bosco | Ballet Nacional                     | Igualdad de Oportunidades           |
| Tumbes                              | Lunes 7 de octubre                  | 7 p. m.                             | Coliseo Tumpis                      | Ballet Nacional                     | Igualdad de Oportunidades           |
| Tacna                               | Viernes 18 de octubre               | 7 p. m.                             | Coliseo Cerrado Perú                | Ballet Folclórico Nacional          | Diálogo y la Reconciliación         |
| Moquegua                            | Miércoles 23 de octubre             | 7 p. m.                             | Coliseo Municipal Moquegua          | Ballet Folclórico Nacional          | Diálogo y la Reconciliación         |
| Arequipa                            | Sábado 26 de octubre                | 7 p. m.                             | Coliseo Arequipa                    | Ballet Folclórico Nacional          | Diálogo y la Reconciliación         |

Debido a la emergencia sanitaria provocada por el COVID-19 en el Perú, los eventos propuestos para el 2020 fueron suspendidos, siendo pospuestos para el 2021, donde se retomarán las Giras Bicentenario para cumplir con el objetivo de llegar a todas las regiones del país.